# Solpugassa dentatidens lanzai
Solpugassa dentatidens lanzai es una subespecie de arácnido  del orden Solifugae de la familia Solpugidae.

## Distribución geográfica
Se encuentra en Somalia.